# Guvernementet Kaluga
Guvernementet Kaluga var ett guvernement i Ryssland och det tidiga Sovjetunionen 1796–1929.
Det omgavs av guvernementen Moskva, Tula, Orjol och Smolensk. Det hade en yta på 30 929 km och 1 310 400 invånare (1897).
Kaluga var till större delen ett enformigt, skogrikt och föga fruktbart slättland, som vattnas av Oka och dess bifloder Sjistra, Tarusa och Ugra. De allmännaste sädesslagen, råg och havre, odlades ej tillräckligt för eget behov, varemot hampa skördades ymnigt. Biskötseln åtnjöt stor omvårdnad. De mineraliska tillgångarna utgjordes av järnmalm, svavel och kalk samt stenkol.
Industrin omfattade brännvin, gjutjärn, papper, vävnader, läder, tändstickor och mjöl. Handeln gynnades av den segelbara floden Oka. En inte oviktig exportartikel bildade de i Kalugas skogar allmänna näktergalarna, vilka fångades i mängd och var eftersökta som burfåglar för sin sång.